# Cam mật ong

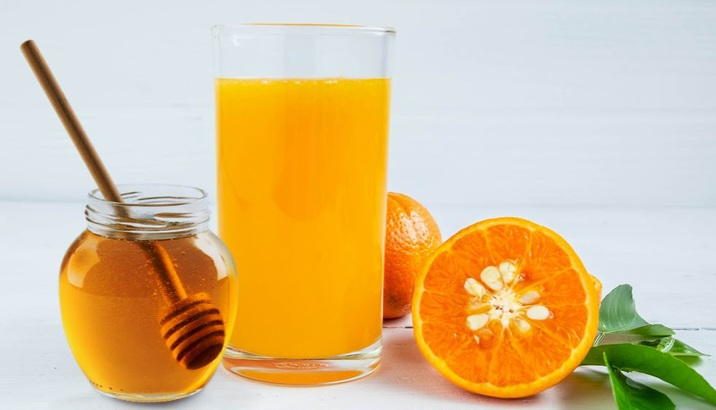
Cam mật ong

Cam mật ong là món thức uống có hai dạng, pha chế hoặc bảo quản. Ở dạng pha chế, đây là món uống quen thuộc và giàu dinh dưỡng, kết hợp giữa hai thành phần chính là nước cam vắt và mật ong. Ở dạng bảo quản thực phẩm, món này được chế biến bằng cách ngâm nhiều bộ phận của quả cam vào mật ong để sử dụng lâu dài. Chanh mật ong là một kiểu biến thể khi sử dụng quả chanh để thay thế cam, kết hợp cùng mật ong.

## Nguyên liệu
Quả cam, chanh và mật ong là các loại thực phẩm quen thuộc, phổ biến, giàu dinh dưỡng. Cam chứa hàm lượng vitamin C cao, nhiều khoáng chất và chất xơ, là một trong những loại trái cây được tiêu thụ nhiều nhất trong các gia đình. Mật ong chứa nhiều đường fructose và glucose (60-85%), maltose và sucrose (7-10%),  các enzyme (invertase, diastase, catalase và glucose oxidase), amino acid, vitamin, phenolic acid, flavonoid, khoáng chất (K, Ca, Na, P, Mg và Fe) cùng với các chất có hoạt tính sinh học khác.

## Dạng pha chế
Pha chế món uống thường theo tỷ lệ 2 đến 3 thìa mật ong cùng nước ép từ 3 quả cam, thêm nước uống và đá viên. Thời gian tốt nhất để uống cam mật ong là lúc không no, không đói tức sau khi ăn khoảng 1-2 giờ; để hệ tiêu hóa đã có thời gian nghỉ ngơi. Không uống lúc đói vì sẽ khiến dạ dày bị cồn cào và uống khi no có thể gây chướng bụng, đầy hơi. Đối với biến thể chanh mật ong, sẽ pha theo tỷ lệ: 1 thìa mật ong, nước cốt nửa quả chanh cùng 1 ly nước, uống trước khi ăn sáng lúc bụng đói.
Ngoài ra, vỏ cam vẫn có thể dùng chung mật ong đem đến nhiều công dụng. Đun vỏ cam và mật ong hoặc kèm theo vài nguyên liệu. Món uống góp phần trị ho, tan đờm, thông họng, trị táo bón.
Uống nước cam hoặc chanh pha mật ong có nhiều công dụng như:  bổ sung vitamin C, khoáng chất; hỗ trợ hô hấp, miễn dịch, tăng cường sức đề kháng; làm đẹp da, hỗ trợ giảm cân an toàn; hỗ trợ tiêu hóa, kháng khuẩn và chống viêm; giảm cholesterol trong máu; giảm ho; giải rượu; làm sạch hơi thở... Người gặp vấn đề về tim mạch hoặc huyết áp thường được khuyên uống cam mật ong mỗi ngày sẽ giảm đáng kể nguy cơ biến chứng và đột quỵ. Ngoài ra, đối người đi du lịch mắc tiêu chảy, uống cam mật ong sẽ bù lại lượng nước và khoáng chất mất đi. Vào những ngày thời tiết thất thường, đặc biệt vào mùa đông, cam mật ong không chỉ như thức uống giải khát mà còn là chất kháng sinh tự nhiên giúp tăng đề kháng cho cơ thể.

## Dạng bảo quản
Cam mật ong ở dạng bảo quản, thường dùng quả cam ngâm tách nước thẩm thấu trong mật ong. Nhằm bảo quản các hợp chất bên trong, giúp cam không bị mất hương vị tươi ngon tự nhiên. Sự giảm ẩm và gia tăng chất khô trong quá trình ngâm cam trong dung dịch mật ong biến đổi phù hợp với quy luật lũy thừa và quá trình đạt cân bằng sau 7 ngày. Các thông số tối ưu cho quá trình ngâm thẩm thấu có thể được cho phép lựa chọn theo từng tiêu chí đề ra hoặc kết hợp các tiêu chí với nhau.